# Organito

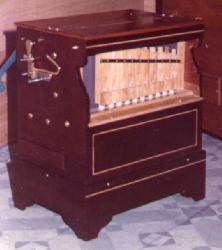
Típico organito porteño. Fabricación La Salvia Hnos.- Industria Argentina. Este modelo posee 19 teclas y 8 melodías por cilindro. El año de fabricación (de esta unidad) es 1979.

El organito es un instrumento musical mecánico que girando un manubrio ejecuta un repertorio de melodías preestablecidas, seleccionando cada una de ellas mediante un mecanismo específico.
Esta designación ha sido adoptada principalmente en Argentina, Uruguay y otros países de Iberoamérica en correspondencia con la más académica organillo aunque ambigua en términos estrictamente musicales. En efecto hay una diferencia fundamental que impide equiparar al organillo tal como se lo conoce en España y al organito (palabra esta que aún no ha sido aceptada por la Real Academia Española). En España y especialmente en Madrid la palabra organillo conlleva como sonido asociado el de los pianos o pianillos a cilindro (p.e. los fabricados en Barcelona por Vicente Llinares), donde el elemento sonoro es una cuerda percutida. Por el contrario en el Río de la Plata donde se acuñó el término organito, el sonido representativo de los mismos es aerófono (órganos de tubos, accionados mecánicamente). Los organitos que aún circulan son de ese tipo, generalmente marca La Salvia, que fue la única fábrica de ellos en América del Sur.
Estas diferencias se exteriorizan en los cilindros donde se codifican las melodías, dado que el organillo posee como elemento disparador del sonido solo púas que provocan la percusión del elemento sonoro sin permitir limitar su duración en tanto el organito suma a las púas otros elementos que permiten regular la duración y el volumen del sonido. Lo mismo sucede cuando en el organito la música se codifica en papel o cartón perforado.
El organito fue el gran difusor del tango en sus orígenes. A su vez la posterior difusión universal del tango ayudó a divulgar esta palabra, por cuanto muchos de los títulos y letras tangueras lo incluyen en su temática. Podemos citar entre los más conocidos El porteñito, Organito de la tarde, Ventanita de arrabal y El último organito.
Escritores argentinos de la talla de Jorge Luis Borges y Ernesto Sabato también lo incluyeron en su obra, aunque el gran poeta del arrabal porteño, Evaristo Carriego, que los precedió cronológicamente, permaneció apegado a la palabra organillo
Esta denominación se aplicó tanto a los pequeños y portátiles organitos callejeros como a los grandes órganos mecánicos que se emplazaban en calesitas, parques de diversión o lugares de baile.
El clásico organito está compuesto por un cilindro en el que se codifica la música de las diferentes melodías mediante púas de diferentes formas y tamaños, los tubos sonoros o flautas, un teclado que es accionado por el cilindro, habilitando el paso de aire para las diferentes notas. El aire es generado por fuelles que se accionan simultáneamente con el cilindro mediante la rotación del manubrio.
Por extensión se ha denominado erróneamente como organitos u organillos a los pianos mecánicos a cilindro, aunque su similitud es solo aparente y en las formas externas. Los pianos a cilindro son de construcción más simple y más limitados en sus recursos musicales. Es obvio que organito es el diminutivo de Órgano (instrumento musical) y ambos son instrumentos aerófonos en tanto que el organillo y los pianos a cilindro son instrumentos de cuerda percutida.